# Луб, Владимир Николаевич
Владимир Николаевич Луб (19 октября 1945—1990) — советский трубач, музыкальный педагог, профессор (1989), заслуженный работник культуры (1989).

## Биография
- 1959—1963 — Павлодарское музыкальное училища им. П. И. Чайковского, класс преподавателя В. Вакулина.
- 1965—1970 — Алма-Атинская консерватория, класс преподавателя А. Спирина.
- С 1964—1968 — солист оркестра Ансамбля песни и пляски МВД (Алма-Ата). Службу в ансамбле совмещал с учёбой в Казахской национальной консерватории имени Курмангазы
- 1968—1972 — солист оркестра оперной студии при Алма-Атинской консерватории.
- 1974 г. аспирантура-стажировка при музыкально-педагогическом институте им. Гнесиных, класс профессора, нар.артиста РФ Т. А. Докшицера
- 1972—1990 — преподаватель Одесской государственной консерватории им. А. В. Неждановой, доцент (1981), профессор (1989).
- 1972 г. — солист симфонического оркестра одесской филармонии.

За время творческой и педагогической деятельности воспитал большое количество профессиональных музыкантов — трубачей, среди которых преподаватели музыкальных училищ Украины и стран СНГ, профессора и доценты музыкальных академий Украины (Киев, Донецк, Одесса), солисты и артисты симфонических оркестров, театров оперы и балета (Киев, Донецк, Одесса, Львов). Пять заслуженных артистов Украины, 12 лауреатов республиканских и всесоюзных конкурсов.
С 1979 по 1989 г. — заведующий кафедрой духовых и ударных инструментов. Создал прогрессивную современную школу игры на трубе, оркестрового исполнительства, системы ежедневных упражнений, подбора репертуара и т. д. (Издательства : Одесса, 1979 г., 1984 г., Москва, 1989 г.)

## Труды
- Прогрессивная современная школа игры на трубе. — М.: Советский композитор, 1989. — 312 с.
- Методика обучения в самодеятельности трубачей и корнетистов. — М., 1982 г. — 80 с.
- Луб. В. Н. К вопросу о специфике игры на родственных инструментах (трубах различных строев) // Теория и практика игры на духовых инструментах : Сборник статей. — К.: Музычна Украина, 1989. — С. 64—67. — 136 с.

## Ученики
- Николай Баланко — заслуженный артист Украины, солист оркестра Национального академического театра оперы и балета Украины, профессор Национальной музыкальная академии Украины им. П. И. Чайковского.
- Владимир Семенюк — солист Государственного концертного оркестра республики Беларусь п/у М.Финберга.
- Игорь Борух — заслуженный работник культуры Украины, приват-доцент одесской национальной музыкальной академии им. Н. В. Неждановой.
- Юрий Кафельников — заслуженный артист Украины.
- В.Подольчук — заслуженный артист Украины, преподаватель донецкой академии музыки им. С. С. Прокофьева
- В.Ефимов — заслуженный деятель искусств Украины, директор кировоградского музыкально-драматического театра.
- Геннадий Кисельников
- Василий Кучмий — солист оркестра одесской музыкальной комедии
- Юрий Лобода — солист оркестра одесского театра оперы и балета
- Александр Лобартас — солист Национального президентского оркестра Украины
- Сергей Ищенко
- Виктор Гриневич — преподаватель-методист высшей категории Уманского музыкального училища
- Богдан Жеграй — преподаватель Тернопольского музыкального училища им. С.Крушельницкой
- Сергей Голоскевич — преподаватель Житомирского музыкального училища им. В. С. Косенко
- Николай Гуцол — артист оркестра Одесского украинского муздрамтеатра
- Анатолий Мусиенко — артист оркестра Одесского украинского муздрамтеатра
- Марк Колпакчи
- Василий Лазюк
- Игорь Зозуляк
- Юрий Вивич
- Игорь Зозуля
- Виктор Шавалеев
- Василий Бурла

и другие